# Giambattista Benedetti

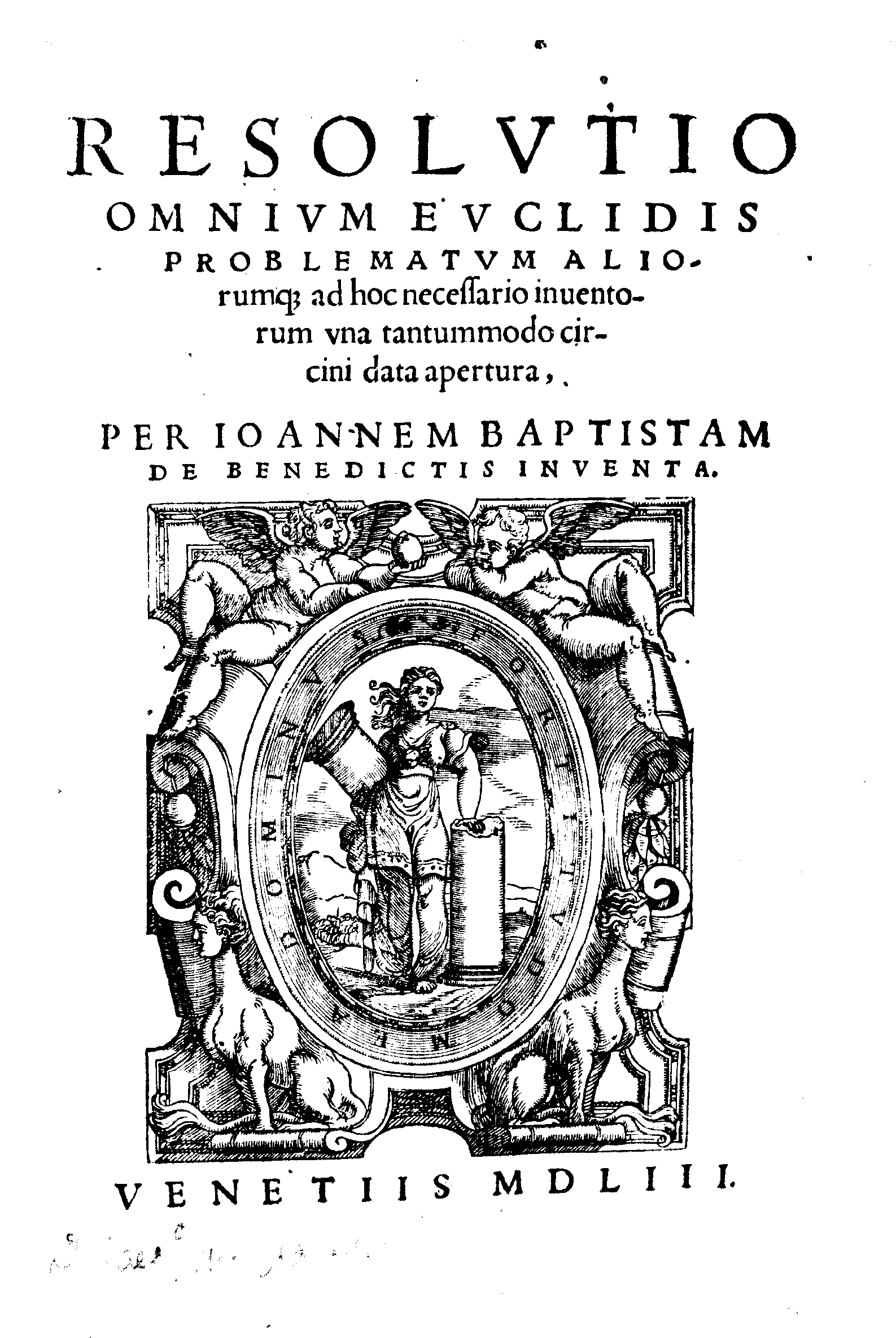
Resolutio omnium Euclidis problematum, 1553

Giambattista (Gianbattista) Benedetti (Venetië, 14 augustus 1530 - Turijn, 20 januari 1590) was een Italiaanse wiskundige. Hij was een aanhanger van Copernicus en hij bedacht het gedachte-experiment waarmee men kan aantonen dat zwaardere voorwerpen niet sneller vallen dan lichtere voorwerpen. Een inzicht dat vaak ten onrechte wordt toegeschreven aan Galilei.
In een brief aan Cipriano de Rore rond 1563 stelt Benedetti ook dat harmonische klanken verklaard kunnen worden doordat hogere tonen een geheel aantal malen "passen" binnen de trillingstijd van lagere tonen. Isaac Beeckman en Marin Mersenne namen deze theorie een eeuw later over. Toen ze de mening van Descartes vroegen over deze theorie was deze van mening dat het onwaarschijnlijk was dat men de "schoonheid" van muziek op zo'n rationele manier zou kunnen verklaren. Descartes redeneerde dat het oor een voorkeur heeft voor bepaalde klanken op basis van de muzikale context, en niet vanwege getalsmatige verhoudingen.

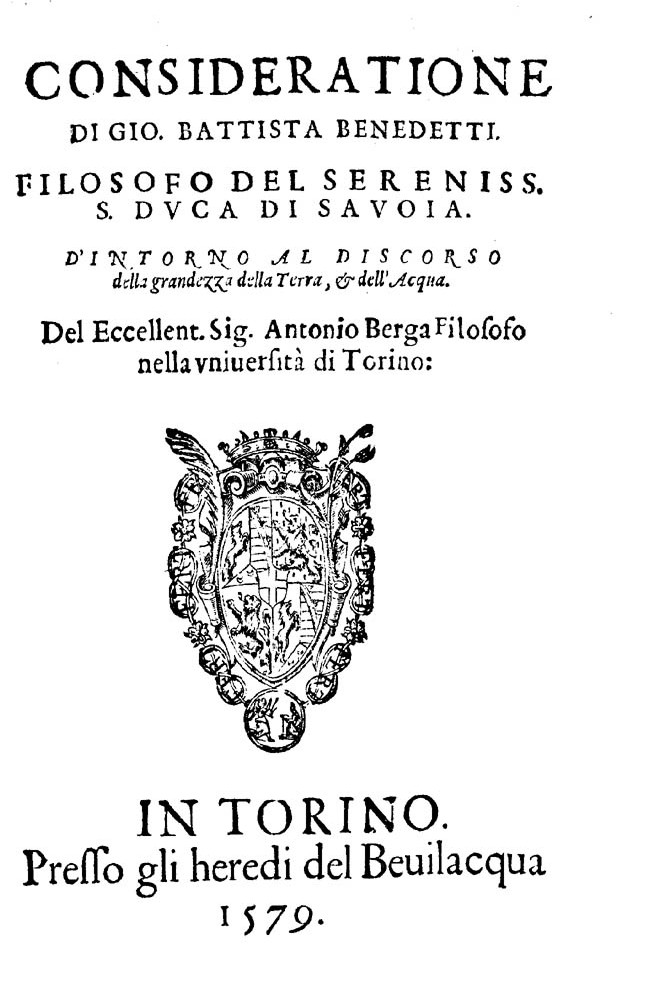
Consideratione d'intorno al discorso della grandezza della terra, e dell'acqua, 1579

- Bibliothèque nationale de France: cb11998820g (data)
- Catàleg d'autoritats de noms i títols de Catalunya: 981058518532006706
- CiNii: DA11226231
- Gemeinsame Normdatei: 118859676
- International Standard Name Identifier: 0000 0001 0530 8248
- Library of Congress Control Number: nr89008408
- Nationale bibliotheek van Australië: 35723036
- Nationale Bibliotheek van Israël: 987007520498805171
- Nederlandse Thesaurus van Auteursnamen: 073827029
- Réseau des bibliothèques de Suisse occidentale: 02-A002989704
- Istituto Centrale per il Catalogo Unico: BVEV019383
- Système universitaire de documentation: 028081811
- Trove: 1058651
- Union List of Artist Names: 500314188
- Virtual International Authority File: 88720955
- WorldCat: E39PBJwRPWKY378jypdW73cpT3